# Isabella van Engeland (1332-1379)
Isabella van Coucy (Woodstock, 16 juni 1332 - vermoedelijk april 1379) was prinses van Engeland en vanaf 1365 de echtgenote van heer Engelram VII van Coucy. Ze behoorde tot het huis Plantagenet.

## Familie, jeugd en mislukte huwelijksprojecten
Isabella was het tweede kind en de oudste dochter van koning Eduard III van Engeland uit diens huwelijk met Filippa van Henegouwen. Ze werd genoemd naar haar grootmoeder langs vaderkant, Isabella van Frankrijk, en was naar verluidt de lievelingsdochter van haar vader. Al als klein kind werd ze zeer verwend; ze sliep in een gouden wieg en droeg met edelstenen versierde, uit Italiaanse zijde vervaardigde kleding. Net als overige broers en zussen werd Isabella opgevoed door het dienstpersoneel. Isabella werd tijdens haar kinderjaren, samen met haar oudere broer Eduard van Woodstock en haar anderhalf jaar jongere zus Johanna, toevertrouwd aan het huishouden van William en Elizabeth of St.-Omer.
Hoewel de donkerharige en donkerogige prinses al in haar kinderjaren werd ingezet in de huwelijkspolitiek van haar familie, was Isabella pas 33 jaar toen ze in het huwelijk trad. Reeds in juni 1335, toen ze drie jaar was, probeerde Eduard III haar uit te huwelijken aan de eenjarige Castiliaanse infant Peter. Uiteindelijk was het haar zus Johanna die met Peter werd verloofd. In november 1338 begonnen vervolgens onderhandelingen over een huwelijk tussen Isabella en Lodewijk van Male, zoon van graaf Lodewijk I van Vlaanderen. De onderhandelingen werden echter bemoeilijkt door het feit dat Lodewijk I een hechte bondgenoot van koning Filips VI van Frankrijk was, terwijl de Vlaamse steden onder leiding van Jacob van Artevelde een Engelsgezinde houding aannamen en draaiden uiteindelijk op niets uit. Toen Lodewijk van Male graaf van Vlaanderen was geworden, werd hij in maart 1347 door de opstandige steden gedwongen om zich te verloven met Isabella. Nadat Lodewijk er een maand later in slaagde om naar Frankrijk te vluchten, verbrak hij de verloving en huwde hij met Margaretha, dochter van hertog Jan III van Brabant.
Een poging van Eduard III om Isabella in 1349 uit te huwelijken aan keizer Karel IV van het Heilige Roomse Rijk, andermaal tevergeefs. Daarna werd ze uitgehuwelijkt aan Bernard van Albret, de tweede zoon van heer Bernard Ezi IV van Albret, een bondgenoot van Engeland. Op 15 november 1351 zou Isabella aan boord gaan van een vloot van vijf schepen die haar naar Gascogne zou brengen. Het project mislukte echter omdat de eigenzinnige en verwende koningsdochter het huwelijk op het laatste moment afblies.
De Engelse koning droeg Isabella, die in feite weinig tot geen politieke invloed uitoefende, in maart 1355 de Burstall Priory in Yorkshire over. In 1358 kreeg ze ook een jaarlijks inkomen van duizend mark. Ondertussen was de nog steeds vrijgezelle prinses zeer betrokken bij het hofleven, woonde ze toernooien bij en nam ze actief deel aan de jacht.

## Huwelijk met Engelram VII van Coucy en dood
In 1360 werd heer Engelram VII van Coucy (1340-1397), een Franse edelman die zeven jaar jonger was dan Isabella, als onderdeel van het Verdrag van Brétigny als gijzelaar uitgeleverd aan Engeland. Isabella en Engelram werden verliefd op elkaar en op 27 juli 1365 traden ze in het huwelijk op Windsor Castle. Na het huwelijk kreeg Engelram zijn vrijheid terug, samen met enkele gunstbewijzen. Isabella kreeg dan weer een aanzienlijk, levenslang jaarinkomen, dure juwelen en landgoederen.
In november 1365 reisden Engelram en Isabella naar Frankrijk, waar hij zijn landgoederen wilde controleren. Op de stamresidentie van haar gemaal, het Kasteel van Coucy in Picardië, kwam haar oudste dochter Maria (1366-1405) ter wereld, die in 1383 zou huwen met Hendrik van Marle, oudste zoon en erfgenaam van hertog Robert I van Bar. Nadat het echtpaar teruggekeerd was naar Engeland, kreeg Engelram VII in mei 1366 de titel van graaf van Bedford toegewezen. Vanaf dan droeg Isabella de titels van vrouwe van Coucy en gravin van Bedford. In 1367 werd ze tevens gravin van Soissons, nadat haar vader dit graafschap had toegewezen aan haar man. Datzelfde jaar baarde ze haar tweede dochter Filippa (1367-1411), vanaf 1376 de echtgenote van Robert de Vere, de 9e graaf van Oxford. In juli 1367 vond de terugreis van Engelram en Isabella naar Frankrijk plaats.
Nadat de Honderdjarige Oorlog in 1369 weer op volle gang kwam, werd haar echtgenoot Engelram VII geconfronteerd met een probleem: hij was enerzijds een vazal van de Franse koning, maar anderzijds de schoonzoon van de Engelse koning. Wegens het daaruit volgende loyaliteitsconflict besliste Engelram om niet aan de strijd deel te nemen. In de plaats daarvan probeerde hij vanaf de herfst van 1369 tevergeefs zijn aanspraken in de Elzas door te zetten, tegen zijn neven Albrecht III en Leopold III van Oostenrijk in. Nadien diende hij van 1371 tot 1374 in het pauselijke leger tegen de Visconti in Italië. Isabella, die intussen terug in Engeland woonde, zag haar echtgenoot pas in 1374 weer. In 1375 vocht Engelram opnieuw tegen zijn neven van het huis Habsburg, opnieuw zonder succes.
Begin 1376 reisde Engelram VII terug naar Frankrijk. Hij verbleef vervolgens enkele maanden bij Isabella in Engeland en keerde in de herfst terug naar Frankrijk. In 1376 werd Isabella als Lady of the Garter eveneens opgenomen in de Orde van de Kousenband. Een jaar later, op 21 juni 1377, overleed haar vader. Haar jonge neef Richard II werd de nieuwe Engelse koning. Intussen had Engelram besloten om al zijn banden met Engeland door te knippen en alleen nog de Franse koning te dienen. Deze beslissing betekende in feite het einde van zijn huwelijk met Isabella. Engelram nam hun oudste dochter Maria mee naar Frankrijk, terwijl hun andere dochter Philippa in Engeland bleef.
Isabella stierf vermoedelijk in april 1379. Ze werd bijgezet in de Greyfriars Church in Londen.

## Kwartierstaat (voorouders)
| Eduard I van Engeland (1239-1307) | Eduard I van Engeland (1239-1307) | Eduard I van Engeland (1239-1307) | Eduard I van Engeland (1239-1307) | Eduard I van Engeland (1239-1307)  | Eduard I van Engeland (1239-1307)  | Eleonora van Castilië (1241-1290)  | Eleonora van Castilië (1241-1290)  | Eleonora van Castilië (1241-1290)  | Eleonora van Castilië (1241-1290)  | Eleonora van Castilië (1241-1290)   | Eleonora van Castilië (1241-1290)   |                                     |                                     | Filips IV van Frankrijk (1268-1314) | Filips IV van Frankrijk (1268-1314) | Filips IV van Frankrijk (1268-1314) | Filips IV van Frankrijk (1268-1314) | Filips IV van Frankrijk (1268-1314) | Filips IV van Frankrijk (1268-1314) | Johanna I van Navarra (1273-1305)  | Johanna I van Navarra (1273-1305)  | Johanna I van Navarra (1273-1305) | Johanna I van Navarra (1273-1305) | Johanna I van Navarra (1273-1305) | Johanna I van Navarra (1273-1305) |                          |                          | Jan II van Avesnes (1247-1304) | Jan II van Avesnes (1247-1304) | Jan II van Avesnes (1247-1304) | Jan II van Avesnes (1247-1304) | Jan II van Avesnes (1247-1304)     | Jan II van Avesnes (1247-1304)     | Filippa van Luxemburg (1252-1311)  | Filippa van Luxemburg (1252-1311)  | Filippa van Luxemburg (1252-1311)  | Filippa van Luxemburg (1252-1311)  | Filippa van Luxemburg (1252-1311)  | Filippa van Luxemburg (1252-1311)  |                                    |                                    | Karel van Valois (1270-1325)       | Karel van Valois (1270-1325)       | Karel van Valois (1270-1325)     | Karel van Valois (1270-1325)     | Karel van Valois (1270-1325)   | Karel van Valois (1270-1325)   | Margaretha van Anjou (1273-1299)   | Margaretha van Anjou (1273-1299)   | Margaretha van Anjou (1273-1299)   | Margaretha van Anjou (1273-1299)   | Margaretha van Anjou (1273-1299)   | Margaretha van Anjou (1273-1299)   |  |  |  |  |  |  |  |  |  |  |  |  |  |  |  |  |  |  |  |  |  |  |  |  |  |  |  |  |  |  |  |  |  |  |  |  |  |  |  |  |  |  |  |  |  |  |  |  |
| Eduard I van Engeland (1239-1307) | Eduard I van Engeland (1239-1307) | Eduard I van Engeland (1239-1307) | Eduard I van Engeland (1239-1307) | Eduard I van Engeland (1239-1307)  | Eduard I van Engeland (1239-1307)  | Eleonora van Castilië (1241-1290)  | Eleonora van Castilië (1241-1290)  | Eleonora van Castilië (1241-1290)  | Eleonora van Castilië (1241-1290)  | Eleonora van Castilië (1241-1290)   | Eleonora van Castilië (1241-1290)   |                                     |                                     | Filips IV van Frankrijk (1268-1314) | Filips IV van Frankrijk (1268-1314) | Filips IV van Frankrijk (1268-1314) | Filips IV van Frankrijk (1268-1314) | Filips IV van Frankrijk (1268-1314) | Filips IV van Frankrijk (1268-1314) | Johanna I van Navarra (1273-1305)  | Johanna I van Navarra (1273-1305)  | Johanna I van Navarra (1273-1305) | Johanna I van Navarra (1273-1305) | Johanna I van Navarra (1273-1305) | Johanna I van Navarra (1273-1305) |                          |                          | Jan II van Avesnes (1247-1304) | Jan II van Avesnes (1247-1304) | Jan II van Avesnes (1247-1304) | Jan II van Avesnes (1247-1304) | Jan II van Avesnes (1247-1304)     | Jan II van Avesnes (1247-1304)     | Filippa van Luxemburg (1252-1311)  | Filippa van Luxemburg (1252-1311)  | Filippa van Luxemburg (1252-1311)  | Filippa van Luxemburg (1252-1311)  | Filippa van Luxemburg (1252-1311)  | Filippa van Luxemburg (1252-1311)  |                                    |                                    | Karel van Valois (1270-1325)       | Karel van Valois (1270-1325)       | Karel van Valois (1270-1325)     | Karel van Valois (1270-1325)     | Karel van Valois (1270-1325)   | Karel van Valois (1270-1325)   | Margaretha van Anjou (1273-1299)   | Margaretha van Anjou (1273-1299)   | Margaretha van Anjou (1273-1299)   | Margaretha van Anjou (1273-1299)   | Margaretha van Anjou (1273-1299)   | Margaretha van Anjou (1273-1299)   |  |  |  |  |  |  |  |  |  |  |  |  |  |  |  |  |  |  |  |  |  |  |  |  |  |  |  |  |  |  |  |  |  |  |  |  |  |  |  |  |  |  |  |  |  |  |  |  |
|                                   |                                   |                                   |                                   |                                    |                                    |                                    |                                    |                                    |                                    |                                     |                                     |                                     |                                     |                                     |                                     |                                     |                                     |                                     |                                     |                                    |                                    |                                   |                                   |                                   |                                   |                          |                          |                                |                                |                                |                                |                                    |                                    |                                    |                                    |                                    |                                    |                                    |                                    |                                    |                                    |                                    |                                    |                                  |                                  |                                |                                |                                    |                                    |                                    |                                    |                                    |                                    |  |  |  |  |  |  |  |  |  |  |  |  |  |  |  |  |  |  |  |  |  |  |  |  |  |  |  |  |  |  |  |  |  |  |  |  |  |  |  |  |  |  |  |  |  |  |  |  |
|                                   |                                   |                                   |                                   | Eduard II van Engeland (1284-1327) | Eduard II van Engeland (1284-1327) | Eduard II van Engeland (1284-1327) | Eduard II van Engeland (1284-1327) | Eduard II van Engeland (1284-1327) | Eduard II van Engeland (1284-1327) |                                     |                                     |                                     |                                     |                                     |                                     | Isabella van Frankrijk (1292-1358)  | Isabella van Frankrijk (1292-1358)  | Isabella van Frankrijk (1292-1358)  | Isabella van Frankrijk (1292-1358)  | Isabella van Frankrijk (1292-1358) | Isabella van Frankrijk (1292-1358) |                                   |                                   |                                   |                                   |                          |                          |                                |                                |                                |                                | Willem III van Holland (1287-1337) | Willem III van Holland (1287-1337) | Willem III van Holland (1287-1337) | Willem III van Holland (1287-1337) | Willem III van Holland (1287-1337) | Willem III van Holland (1287-1337) |                                    |                                    |                                    |                                    |                                    |                                    | Johanna van Valois (1294-1352)   | Johanna van Valois (1294-1352)   | Johanna van Valois (1294-1352) | Johanna van Valois (1294-1352) | Johanna van Valois (1294-1352)     | Johanna van Valois (1294-1352)     |                                    |                                    |                                    |                                    |  |  |  |  |  |  |  |  |  |  |  |  |  |  |  |  |  |  |  |  |  |  |  |  |  |  |  |  |  |  |  |  |  |  |  |  |  |  |  |  |  |  |  |  |  |  |  |  |
|                                   |                                   |                                   |                                   | Eduard II van Engeland (1284-1327) | Eduard II van Engeland (1284-1327) | Eduard II van Engeland (1284-1327) | Eduard II van Engeland (1284-1327) | Eduard II van Engeland (1284-1327) | Eduard II van Engeland (1284-1327) |                                     |                                     |                                     |                                     |                                     |                                     | Isabella van Frankrijk (1292-1358)  | Isabella van Frankrijk (1292-1358)  | Isabella van Frankrijk (1292-1358)  | Isabella van Frankrijk (1292-1358)  | Isabella van Frankrijk (1292-1358) | Isabella van Frankrijk (1292-1358) |                                   |                                   |                                   |                                   |                          |                          |                                |                                |                                |                                | Willem III van Holland (1287-1337) | Willem III van Holland (1287-1337) | Willem III van Holland (1287-1337) | Willem III van Holland (1287-1337) | Willem III van Holland (1287-1337) | Willem III van Holland (1287-1337) |                                    |                                    |                                    |                                    |                                    |                                    | Johanna van Valois (1294-1352)   | Johanna van Valois (1294-1352)   | Johanna van Valois (1294-1352) | Johanna van Valois (1294-1352) | Johanna van Valois (1294-1352)     | Johanna van Valois (1294-1352)     |                                    |                                    |                                    |                                    |  |  |  |  |  |  |  |  |  |  |  |  |  |  |  |  |  |  |  |  |  |  |  |  |  |  |  |  |  |  |  |  |  |  |  |  |  |  |  |  |  |  |  |  |  |  |  |  |
|                                   |                                   |                                   |                                   |                                    |                                    |                                    |                                    |                                    |                                    | Eduard III van Engeland (1312-1377) | Eduard III van Engeland (1312-1377) | Eduard III van Engeland (1312-1377) | Eduard III van Engeland (1312-1377) | Eduard III van Engeland (1312-1377) | Eduard III van Engeland (1312-1377) |                                     |                                     |                                     |                                     |                                    |                                    |                                   |                                   |                                   |                                   |                          |                          |                                |                                |                                |                                |                                    |                                    |                                    |                                    |                                    |                                    | Filippa van Henegouwen (1314-1369) | Filippa van Henegouwen (1314-1369) | Filippa van Henegouwen (1314-1369) | Filippa van Henegouwen (1314-1369) | Filippa van Henegouwen (1314-1369) | Filippa van Henegouwen (1314-1369) |                                  |                                  |                                |                                |                                    |                                    |                                    |                                    |                                    |                                    |  |  |  |  |  |  |  |  |  |  |  |  |  |  |  |  |  |  |  |  |  |  |  |  |  |  |  |  |  |  |  |  |  |  |  |  |  |  |  |  |  |  |  |  |  |  |  |  |
|                                   |                                   |                                   |                                   |                                    |                                    |                                    |                                    |                                    |                                    | Eduard III van Engeland (1312-1377) | Eduard III van Engeland (1312-1377) | Eduard III van Engeland (1312-1377) | Eduard III van Engeland (1312-1377) | Eduard III van Engeland (1312-1377) | Eduard III van Engeland (1312-1377) |                                     |                                     |                                     |                                     |                                    |                                    |                                   |                                   |                                   |                                   |                          |                          |                                |                                |                                |                                |                                    |                                    |                                    |                                    |                                    |                                    | Filippa van Henegouwen (1314-1369) | Filippa van Henegouwen (1314-1369) | Filippa van Henegouwen (1314-1369) | Filippa van Henegouwen (1314-1369) | Filippa van Henegouwen (1314-1369) | Filippa van Henegouwen (1314-1369) |                                  |                                  |                                |                                |                                    |                                    |                                    |                                    |                                    |                                    |  |  |  |  |  |  |  |  |  |  |  |  |  |  |  |  |  |  |  |  |  |  |  |  |  |  |  |  |  |  |  |  |  |  |  |  |  |  |  |  |  |  |  |  |  |  |  |  |
|                                   |                                   |                                   |                                   |                                    |                                    |                                    |                                    |                                    |                                    |                                     |                                     |                                     |                                     |                                     |                                     |                                     |                                     |                                     |                                     |                                    |                                    |                                   |                                   |                                   |                                   |                          |                          |                                |                                |                                |                                |                                    |                                    |                                    |                                    |                                    |                                    |                                    |                                    |                                    |                                    |                                    |                                    |                                  |                                  |                                |                                |                                    |                                    |                                    |                                    |                                    |                                    |  |  |  |  |  |  |  |  |  |  |  |  |  |  |  |  |  |  |  |  |  |  |  |  |  |  |  |  |  |  |  |  |  |  |  |  |  |  |  |  |  |  |  |  |  |  |  |  |
|                                   |                                   |                                   |                                   |                                    |                                    |                                    |                                    |                                    |                                    |                                     |                                     |                                     |                                     |                                     |                                     |                                     |                                     |                                     |                                     |                                    |                                    |                                   |                                   |                                   |                                   |                          |                          |                                |                                |                                |                                |                                    |                                    |                                    |                                    |                                    |                                    |                                    |                                    |                                    |                                    |                                    |                                    |                                  |                                  |                                |                                |                                    |                                    |                                    |                                    |                                    |                                    |  |  |  |  |  |  |  |  |  |  |  |  |  |  |  |  |  |  |  |  |  |  |  |  |  |  |  |  |  |  |  |  |  |  |  |  |  |  |  |  |  |  |  |  |  |  |  |  |
| Eduard van Woodstock (1330-1376)  | Eduard van Woodstock (1330-1376)  | Eduard van Woodstock (1330-1376)  | Eduard van Woodstock (1330-1376)  | Eduard van Woodstock (1330-1376)   | Eduard van Woodstock (1330-1376)   |                                    |                                    | Isabella van Engeland (1332-1379)  | Isabella van Engeland (1332-1379)  | Isabella van Engeland (1332-1379)   | Isabella van Engeland (1332-1379)   | Isabella van Engeland (1332-1379)   | Isabella van Engeland (1332-1379)   |                                     |                                     | Lionel van Antwerpen (1338-1368)    | Lionel van Antwerpen (1338-1368)    | Lionel van Antwerpen (1338-1368)    | Lionel van Antwerpen (1338-1368)    | Lionel van Antwerpen (1338-1368)   | Lionel van Antwerpen (1338-1368)   |                                   |                                   | Jan van Gent (1340-1399)          | Jan van Gent (1340-1399)          | Jan van Gent (1340-1399) | Jan van Gent (1340-1399) | Jan van Gent (1340-1399)       | Jan van Gent (1340-1399)       |                                |                                | Edmund van Langley (1341-1402)     | Edmund van Langley (1341-1402)     | Edmund van Langley (1341-1402)     | Edmund van Langley (1341-1402)     | Edmund van Langley (1341-1402)     | Edmund van Langley (1341-1402)     |                                    |                                    | Thomas van Woodstock (1355-1397)   | Thomas van Woodstock (1355-1397)   | Thomas van Woodstock (1355-1397)   | Thomas van Woodstock (1355-1397)   | Thomas van Woodstock (1355-1397) | Thomas van Woodstock (1355-1397) |                                |                                | Margaretha Plantagenet (1346-1361) | Margaretha Plantagenet (1346-1361) | Margaretha Plantagenet (1346-1361) | Margaretha Plantagenet (1346-1361) | Margaretha Plantagenet (1346-1361) | Margaretha Plantagenet (1346-1361) |  |  |  |  |  |  |  |  |  |  |  |  |  |  |  |  |  |  |  |  |  |  |  |  |  |  |  |  |  |  |  |  |  |  |  |  |  |  |  |  |  |  |  |  |  |  |  |  |